# Permanence (roman)
Permanence (titre original : Permanence) est un roman de science-fiction de l'écrivain canadien Karl Schroeder, publié en 2002. Il appartient au genre du space opera.

## Résumé
Rue Cassels est une habitante du Halo, une région de la galaxie riche en naines brunes à mi-chemin entre le système solaire et les Mondes illuminés. En fuyant son frère Jentry, elle fait la découverte d'un vaisseau conçu par une civilisation extraterrestre disparue depuis des millions d'années.
L'astronome Milan M. Ćirković s'appuie sur le scénario de Permanence pour résoudre le paradoxe de Fermi : il propose un juste milieu entre les effets catastrophistes et ceux gradualistes de l'évolution, menant à une sorte d'équilibre ponctué à l'échelle galactique. Ćirković suggère que l'adaptationnisme ne conduit pas forcément à l'intelligence évoluée.